# Cedrorest
Cedrorest (Cedrorestes) – rodzaj ornitopoda z grupy iguanodontów (Iguanodontia) żyjącego we wczesnej kredzie na terenach współczesnej Ameryki Północnej. Został opisany w 2007 roku przez Davida Gilpina i współpracowników w oparciu o lewą kość biodrową (DMNH 47994) odkrytą w dolnokredowych osadach formacji Cedar Mountain we wschodnim Utah. Autorzy wstępnie uznali go za bazalnego hadrozaura, jednak w późniejszych pracach hipoteza ta nie uzyskała wsparcia. W 2007 roku James Kirkland i Scott Madsen stwierdzili, że wszelkie różnice pomiędzy holotypem cedroresta a młodocianym holotypem bazalnego iguanodonta Planicoxa venenica można wytłumaczyć różnicami ontogenetycznymi i zniekształceniem skamieniałości, i zsynonimizowali te dwa rodzaje. Według badań Andrew McDonalda kość biodrowa planikoksy różni się od holotypu cedroresta wypukłą górną krawędzią, a autor wstępnie traktuje je jako należące do odrębnych taksonów. Według przeprowadzonej przez autorów analizy filogenetycznej Cedrorestes jest bazalnym przedstawicielem kladu Styracosterna znajdującym się w politomii z rodzajami Iguanacolossus, Dakotadon i Lanzhousaurus oraz kladem Hadrosauriformes.
Nazwa Cedrorestes pochodzi od łacińskiego słowa cedrus („cedr”), greckiego oros („góra”) i greckiego przyrostka -etes („mieszkaniec”), co odnosi się do formacji Cedar Mountain (Cedrowej Góry), gdzie odnaleziono szczątki tego dinozaura. Nazwa gatunkowa gatunku typowego, crichtoni, honoruje amerykańskiego pisarza Michaela Crichtona, autora m.in. powieści Park Jurajski i Zaginiony świat.